# 因寧巴赫河

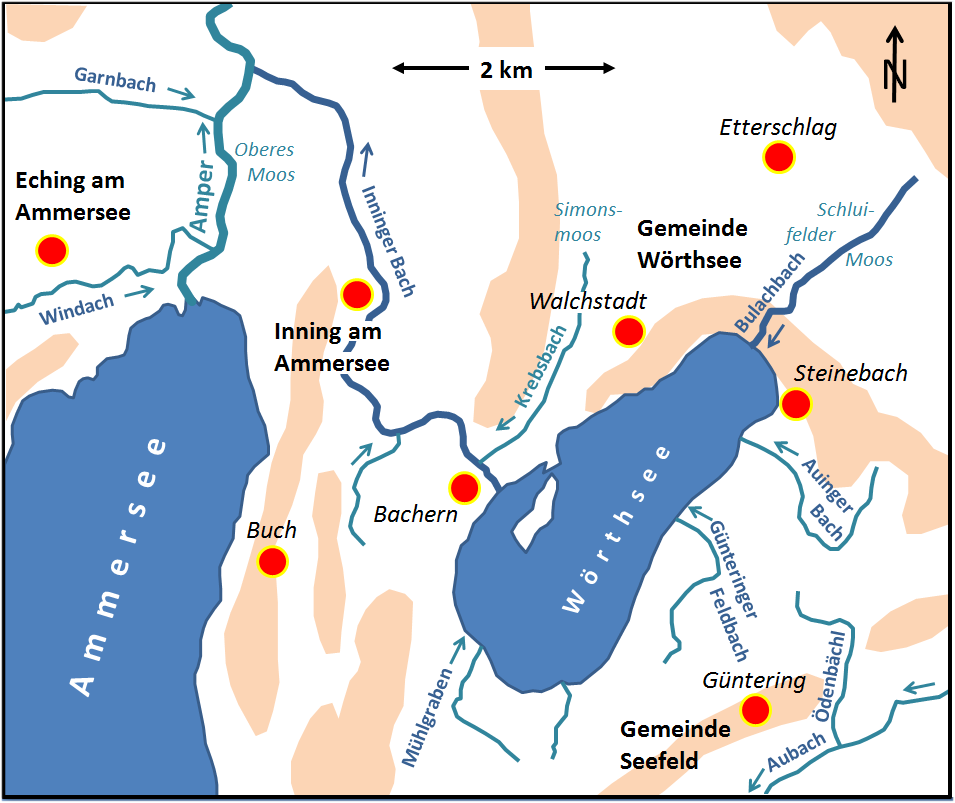

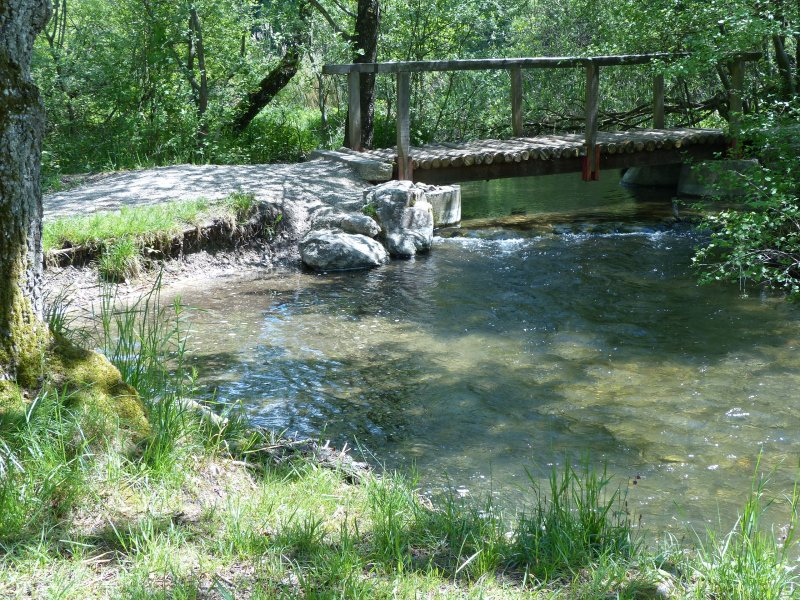

48°05′44″N 11°08′17″E / 48.095623°N 11.138110°E
因寧巴赫河（德語：Inninger Bach），是德國的河流，位於該國東南部，由巴伐利亞負責管轄，屬於安珀河的支流，河道全長5.9公里，發源自沃爾特湖，河畔城鎮有阿默湖畔因寧。